# Mikó-kastély (Oltszem)
A székelyföldi késő klasszicista építészet egyik jelentős, nagyon jó állapotban lévő alkotása   az oltszemi Mikó-kastély a falu északi szélén, az Olt jobb oldali teraszán, magas kőfallal övezett területen  áll. A település szélén fasorral szegélyezett sétány vezet az egykori grófi birtok mélyén álló  Mikó-kastélyhoz, melyben 1973-tól a közelmúltig értelmi fogyatékos gyermekek iskolája működött.

## Története
Oltszem már a 13. századtól kezdve a közös őstől származó Mikó és Nemes családok birtoka volt. A falu határában különböző történeti korokból származó erődöket tártak fel a régészek. Az ásatások során a római castrum és annak alapjain lévő középkori erődítmény is felszínre került, amely egykor  a Mikó-kastélypark területén  lehetett. 
A napjainkban látható műemlék épület helyén egykor a Mikó család 18. századi udvarháza állott, melynek alapfalait az 1970-es években tárták fel. A régészeti feltárás igazolta, hogy az épületegyüttes az egykor itt álló római castrum falaira épült.
A hagyomány szerint a kastélyt a közeli Herecz vár falainak elbontásából származó kövek felhasználásával építették, 1827-ben,  (VI.) gróf Mikó Miklós megbízásából. 
Az építkezési munkálatok dátumát, valamint a megrendelő főúr emlékét kőtábla őrzi az oszlopos előcsarnokban, a főbejárat fölött. 
Az 1840-es években, az építkezési munkálatok befejezése után a szobákat falképekkel díszítették,  melyet a hagyomány  szerint Bodor Péter marosvásárhelyi ezermester készített. 
A 19-20. század fordulóján a kastélyban nagyobb átalakítási és modernizálási munkálatokat végeztek.  A belső dekoráció értékes része a vadászterem historizáló faburkolata, beépített szekrényei és ajtókeretei, amelyek a  kor rangos bútorművészeti emlékei.  
A kastélyt egykor díszes  park övezhette, ezt igazolja a keleti, lejtős oldalon még ma is álló  épület.
Mikó Miklós halála után a kastély Eszter lánya házassága révén a zabolai  Mikes grófok tulajdonába került. A Mikes család birtokába jutott épületet kényelmessé, lakályossá  tették, akkor alakították ki a fürdőszobákat és fűtésrendszert, ugyanekkor készülhetett a park fürdőmedencéje is.
Az első világháború után a kastélyt egy brassói szász kereskedő, Emil Schmutzler vásárolta meg gróf Mikes Ármintól, akinek leszármazottai és örökösei, a Németországban élő Ingeborg Pildner von Steiburg és Georg Emil Schmutzler visszaigényelték a birtokot.

## Leírása
A 19. század első felében divatos klasszicista stílusban épült oltszemi Mikó-kastély,   szimmetrikus homlokzatú, oszlopos előcsarnokú műemlék épület. A földszintes, alápincézett, kétmenetes épület fölé háromszögű oromzatú padlásablakokkal megvilágított manzárdtető magasodik. A főhomlokzaton dór fejezetes pilaszterekkel elválasztott, 5-5 egyenes záródású ablak fogja közre a faoszlopos portikuszt, melynek szélső oszlopközeit kovácsoltvas rács zárja. 
Az épület középső részén található a nagyterem, két oldalán pedig, kétmenetesen sorakoznak  a többi helyiségek. Bugár Mészáros Károly szerint az oltszemi birtok ura, Mikó Miklós kastélya tervezésekor a párizsi Elysée palotát, Napóleon hajdani rezidenciáját vette mintának, ennek földszintes erdélyi mását építette meg saját birtokán.
A kastélyt belső díszítése, az egységes ikonográfiái, valamint a jól megőrződött falkép-sorozatok teszik a Székelyföldön egyedülállóvá.
A falképek két csoportba sorolhatók, a  háborús ihletésű képek „a zordon vadság" jegyében készültek, a másik csoport képei a béke szigetét idézik, a „nyíltságot" és „barátságot" illusztrálják.
A nagyterem falképei a társasági élet egyes jeleneteit ábrázolják, a napóleoni háborút  idéző képek a férfi lakosztály falait díszítik, a női lakosztályban egy európai utazás emlékképeit örökíttették meg. 
Az 1840-es években készült falképek a hagyomány szerint Bodor Péter marosvásárhelyi ezermester munkái. 
A kastély belső dekorációjának értékes része a vadászterem historizáló faburkolata, beépített szekrényei és ajtókeretei, amelyek modernizálási munkák alkalmával készültek, és a kor rangos bútorművészeti emlékei.
Az épület déli részében eredeti állapotában maradt meg az intarziás parketta és ugyanott  még két eredeti  színes mázas csempekályha is látható.

## Építtetői, tulajdonosai, lakói
A napjainkban látható kastélyt, 18. századi udvarház helyén  1827-ben,  (VI.) gróf Mikó Miklós megbízásából építették. Az Oltszemen és Fiatfalván is építkező gr. Mikó Miklós (1783-1839) az I. székely huszárezred kapitányaként 1809-ben részt vett a napóleoni háborúkban, amelyek életének meghatározó élményei lettek. 
Az építtető gr. Mikó Miklós halála után az oltszemi birtok lánya, gr. Mikó Eszter  (1821-1855) és annak  férje, gr. Mikes (IV.) Benedek (1819-1878) tulajdonába került.
A Mikes családtól az első világháborút követően egy brassói szász kereskedő, Emil Schmutzler vásárolta meg. 
Az utolsó tulajdonos örökösei, a Németországban élő Ingeborg Pildner von Steiburg és Georg Emil Schmutzler visszaigényelték a birtokot. 
1973-tól a közelmúltig értelmi fogyatékos gyermekek iskolája működött az épületben.